# Charlotte Lindholm
Christine Charlotte Lindholm, född 1 mars 1836 i Furingstads socken, Östergötland, död 2 maj 1917 i Stockholm, var en svensk författare och folkskollärare. Signatur: Charlotte L.

## Biografi
Lindholms mor Anna Sofia födde henne då hon var 17 år och ogift tjänstepiga. Därför placerades dottern som fosterbarn hos fabrikören Adolf Lindholm och dennes hustru Christina Catharina, född Andersson. 
Hon utbildade sig till folkskollärare och undervisade vid Norrköpings högre skolor för flickor 1860–1869 och därefter för vid Göteborgs folkskolor och sedan i Stockholm. Efter 1876 arbetade hon som lärare vid Norra arbetsfängelset för kvinnor i Stockholm. 
Hon debuterade i bokform med Sånger af Nanny 1872. Det är en liten kristen sångsamling för söndagsskolan.  Sångsamlingen innehåller 56 sånger och psalmer indelade under fyra rubriker, Natursånger, Fosterländska sånger, Sånger av blandat innehåll och Andeliga sånger, efter ett förord i form av ett poem kallat Till mina lärjungar som inleds med raden I unga, tagen dessa enkla sånger. Exempel på titlar ur sånghäftet Sånger af Nanny: Det är högtid igen; Ett litet fattigt barn jag är; Hjärta du som kämpar, strider; Morgonsolen redan strålar. Flera av hennes texter finns publicerade i Psalmisten som utgavs av Baptisterna, i Truvés sånger för söndagsskolan och hemmet och i nykterhetsvännernas sångbok Hoppet. Psalmen Hjärta du som kämpar, strider publicerades första gången i hennes bok Hvilostunder 1877.
Lindholm är begravd på Norra begravningsplatsen utanför Stockholm.

## Ett litet fattigt barn jag är
Charlotte Lindholm finns inte omnämnd första gången då hennes psalm Ett litet fattigt barn jag är trycks 1872, utan texten anges vara av "okänd svensk författare", men i 1937 års psalmbok framgår det att hon är textförfattare. I Sånger af Nanny har den titeln Glädje i Gud.